# Otto Gustav Carlsund
Otto Gustav Carlsund (Saint-Pétersbourg, 1897 - Stockholm, 1948) est un artiste-peintre suédois, membre du groupe Art concret créé en 1930 par l'artiste néerlandais Theo van Doesburg à Paris.

## Biographie
En 1924, il s'installe à Paris pour étudier avec Fernand Léger et Amédée Ozenfant à l'Académie Moderne nouvellement créée. Il y développe un style de peinture qui ressemble d'abord à celui de Léger, mais qui est rapidement influencé par le style puriste d'Ozenfant.
Il expose au Salon des indépendants de 1927 à 1929.